# SkyTrain (Vancouver)
SkyTrain es una línea de transporte masivo para el área metropolitana de la ciudad de Vancouver, Columbia Británica, Canadá. Es el sistema de tren ligero sin conductor más antiguo y también uno de los más largos del mundo. Consta de tres líneas. Las líneas Expo y Millenium conectan el centro de Vancouver con las ciudades aledañas de Burnaby, New Westminster y Surrey. La línea Canadá conecta el centro de Vancouver con el Aeropuerto Internacional de Vancouver (YVR) y con la ciudad de Richmond. SkyTrain utiliza una tecnología de automatización denominada SelTrac y circula principalmente por rieles elevados, a lo cual debe su nombre. 
El funcionamiento de este sistema es eléctrico y utiliza motores de inducción lineales, similares a los que se usan en la línea de metro Scarborough RT de Toronto, Canadá, la línea Kelana Jaya en Kuala Lumpur, Malasia, la línea Detroit's People Mover de la ciudad de Detroit, Estados Unidos, y la línea de AirTrain JFK en la ciudad de Nueva York.
Dos de las líneas SkyTrain son operadas por la compañía British Columbia Rapid Transit Company (BCRTC) y la tercera línea es operada por ProTrans BC Operations Ltd. bajo contrato con Translink. Translink es una entidad gubernamental encargada de controlar el transporte en el área metropolitana de Vancouver. Translink se encarga de prestar ayuda, orientación, servicios a los clientes, recaudar el dinero y prestar atención técnica de mantenimiento y operación a los trenes.